# Oligodon melanozonatus
Oligodon melanozonatus är en ormart som beskrevs av Wall 1922. Oligodon melanozonatus ingår i släktet Oligodon och familjen snokar. Inga underarter finns listade i Catalogue of Life.
Denna orm förekommer i Indien i delstaten Arunachal Pradesh samt i Tibet. Honor lägger ägg.